# Siedlce
Siedlce är en stad i Masoviens vojvodskap i östra Polen. Siedlce, som för första gången nämns i ett dokument från år 1448, hade 76 483 invånare år 2013.
En av stadens sevärdheter är Den Obefläckade Avlelsens katedral.